# Премия имени В. А. Коптюга
Премия имени В. А. Коптюга — премия, присуждаемая с 2002 года Российской академией наук за выдающиеся работы по химии в интересах развития и сохранения окружающей среды.

Премия названа в честь российского химика, вице-президента РАН, председателя Сибирского отделения РАН В. А. Коптюга.

## Лауреаты премии
- 2002 — Геннадий Алексеевич Ягодин — за цикл работ по химии и химической технологии для устойчивого развития
- 2005 — Геннадий Викторович Сакович — за работу «Разработка и внедрение новых каталитических технологий охраны окружающей среды и утилизации высокоэнергетических материалов»
- 2005 — Андрей Николаевич Загоруйко — за работу «Разработка и внедрение новых каталитических технологий охраны окружающей среды и утилизации высокоэнергетических материалов»
- 2005 — Зинфер Ришатович Исмагилов — за работу «Разработка и внедрение новых каталитических технологий охраны окружающей среды и утилизации высокоэнергетических материалов»
- 2008 — Владимир Трофимович Калинников — за цикл работ «Научные основы снижения экологической опасности горнопромышленных отходов и разработка эффективных технологий их утилизации»
- 2008 — Виктор Николаевич Макаров — за цикл работ «Научные основы снижения экологической опасности горнопромышленных отходов и разработка эффективных технологий их утилизации»
- 2008 — Валентин Алексеевич Чантурия — за цикл работ «Научные основы снижения экологической опасности горнопромышленных отходов и разработка эффективных технологий их утилизации»
- 2011 — Николай Захарович Ляхов — за цикл работ «Использование принципов зеленой химии в фундаментальных и прикладных исследованиях в интересах устойчивого развития».
- 2011 — Наталия Павловна Тарасова — за цикл работ «Использование принципов зеленой химии в фундаментальных и прикладных исследованиях в интересах устойчивого развития».
- 2011 — Игорь Валентинович Коптюг — за цикл работ «Использование принципов зеленой химии в фундаментальных и прикладных исследованиях в интересах устойчивого развития».
- 2014 — Юрий Александрович Золотов — за цикл работ «Разработка общей методологии контроля химического состава объектов окружающей среды и создание комплекса высокочувствительных методов анализа воды»
- 2014 — Григорий Ильич Цизин — за цикл работ «Разработка общей методологии контроля химического состава объектов окружающей среды и создание комплекса высокочувствительных методов анализа воды»
- 2014 — Лилия Константиновна Шпигун — за цикл работ «Разработка общей методологии контроля химического состава объектов окружающей среды и создание комплекса высокочувствительных методов анализа воды»
- 2017 — Валерий Васильевич Лунин — за серию работ «Разработка новых катализаторов процессов экологического катализа»
- 2017 — Екатерина Сергеевна Локтева — за серию работ «Разработка новых катализаторов процессов экологического катализа»
- 2017 — Елена Владимировна Голубина — за серию работ «Разработка новых катализаторов процессов экологического катализа»
- 2020 — Люция Ярулловна Захарова — за серию работ «Создание нового поколения катализаторов для разложения фосфорорганических экотоксикантов на основе принципов зелёной химии»
- 2020 — Алла Бенционовна Миргородская — за серию работ «Создание нового поколения катализаторов для разложения фосфорорганических экотоксикантов на основе принципов зелёной химии»
- 2020 — Елена Петровна Жильцова — за серию работ «Создание нового поколения катализаторов для разложения фосфорорганических экотоксикантов на основе принципов зелёной химии»
- 2023 - член-корреспондент РАН Алексей Константинович Буряк, член-корреспондент РАН Олег Алексеевич Шпигун за работу «Методы и средства для решения экологических проблем, вызываемых использованием жидкого ракетного горючего, суперэкотоксиканта — несимметричного диметилгидразина».